# Тео Бос
Тео Бос (нід. Theo Bos, 22 серпня 1983) — нідерландський велогонщик.
Срібний призер Олімпійських Ігор 2004 року в спринті, учасник 2008, 2016 років.
Чемпіон світу з трекових велоперегонів 2004 (спринт), 2005 (гіт на 1 км), 2006 (спринт), 2006 (кейрін), 2007 (спринт) років, срібний призер 2005 (командний спринт), 2007 (кейрін), 2016 (гіт на 1 км), 2017 (командний спринт), 2019 (гіт на 1 км) років, бронзовий призер 2004 (гіт на 1 км), 2008 (командний спринт), 2011 (медісон), 2018 (гіт на 1 км) років.
Срібний призер Чемпіонату Європи з велоперегонів на треку 2019 року в гіті на 1 км.